# 709 Fringilla
A 709 Fringilla (ideiglenes jelöléssel 1911 LK) a Naprendszer kisbolygóövében található aszteroida. Joseph Helffrich fedezte fel 1911. február 3-án.